# Antineutrón
El antineutrón es la antipartícula del neutrón y su símbolo es n. Fue descubierto por Bruce Cork en el año 1956, un año después que el antiprotón, en un experimento realizado en el Bevatron (Lawrence Berkeley National Laboratory), California, (EE. UU.) que llevaba a cabo colisiones protón–protón. Se diferencia del neutrón sólo en que algunas de sus propiedades poseen igual magnitud pero de signo contrario. Un antineutrón tiene la misma masa que un neutrón, y ninguna carga eléctrica neta pero tiene un número bariónico opuesto (+1 para el neutrón, −1 para el antineutrón). Esto se debe a que está compuesto de antiquarks mientras que el neutrón está compuesto de quarks. Particularmente, el antineutrón consiste en dos antiquarks down y un antiquark up. 
Puesto que el antineutrón es eléctricamente neutro, no puede ser observado directamente con facilidad. En cambio, los productos de su aniquilación con la materia, sí. En teoría, un antineutrón libre debería decaer en un antiprotón, un positrón y un neutrino en un proceso análogo al decaimiento beta de un neutrón libre. Existen propuestas teóricas en las que se mencionan que podría existir una oscilación neutrón-antineutrón, un proceso que sólo podría ocurrir si existiera un proceso físico aún no descubierto por medio del cual se podría violar la conservación del número bariónico.
Hay un proyecto para buscar oscilaciones neutrón-antineutrón utilizando neutrones ultrafríos.

## Momento magnético
El momento magnético del antineutrón es opuesto al del neutrón. Es de +1,91 µN para el antineutrón mientras que es -1,91 µN para el neutrón (relativo a la dirección del spin). Aquí el µN es el magnetón nuclear.

## Desintegración
Un antineutrón se desintegra en un antiprotón, un positrón y un neutrino con la misma vida útil que un neutrón, aproximadamente 885 s.
{\displaystyle {\overline {n}}\rightarrow {\overline {p}}+e^{+}+\nu }

## Creación y aniquilación
- Durante la colisión (de alta energía) entre dos protones, se puede crear un antineutrón, acompañado de otro protón y un π− (pion).[11] Estas 3 nuevas partículas proceden de la “materialización” de parte de la energía cinética de los 2 protones iniciales.

{\displaystyle p+p\rightarrow p+p+p+\pi ^{-}+{\overline {n}}}
- El antineutrón puede aniquilarse con un protón para dar dos mesones π+ y un mesón π-.[11]

{\displaystyle {\overline {n}}+p\rightarrow \pi ^{+}+\pi ^{-}+\pi ^{+}}

## Posible oscilación neutrón-antineutrón
Algunas teorías predicen la existencia de una oscilación neutrón-antineutrón, al igual que existe una oscilación entre  sabores de neutrinos. Sin embargo, tal oscilación nunca se ha observado y una teoría de este tipo implicaría una violación de la conservación del número bariónico (principio según el cual la suma de los números bariónicos de todas las partículas iniciales es la misma que para todas las partículas después de la interacción).

## Propiedades
Aunque el antineutrón tiene la misma carga eléctrica y espín que el neutrón, es una partícula diferente porque está compuesta de antiquarks. El antineutrón libre se desintegra en un antiprotón, un positrón y un neutrino electrónico, mientras que el neutrón libre se desintegra en un protón, un electrón y un antineutrino electrónico. La vida útil y la relación giromagnética del antineutrón libre aún no se han determinado experimentalmente. Según el teorema CPT, teóricamente las vidas de n y n̄ deben coincidir y la relación giromagnética del antineutrón debe tener el valor negativo de la relación giromagnética del neutrón.

## Antineutrón y viajes en el tiempo
La relación entre el antineutrón y los viajes en el tiempo es un tema intrigante dentro de la física de partículas. El antineutrón, al igual que otras partículas de antimateria, es la contraparte antimateria del neutrón y tiene la misma masa, pero carga y números cuánticos opuestos. En términos de viajes en el tiempo, el concepto es más teórico y a menudo surge en discusiones sobre la naturaleza del tiempo y el universo.
Una idea interesante está relacionada con la interpretación de Feynman sobre las antipartículas. Sugirió que las antipartículas podrían ser vistas como partículas que se mueven hacia atrás en el tiempo. Esto lleva a implicaciones fascinantes en la teoría cuántica de campos, donde las interacciones que involucran antipartículas a veces pueden interpretarse como la reversa de las interacciones de partículas ordinarias.
Sin embargo, es importante aclarar que esto no significa que los antineutrones u otra antimateria puedan literalmente viajar en el tiempo de la manera en que típicamente imaginamos en la ciencia ficción. En cambio, es una perspectiva teórica que ayuda a entender las interacciones de partículas a un nivel fundamental. El concepto de viaje en el tiempo, especialmente en relación con partículas, sigue siendo en gran medida especulativo y no está respaldado por evidencia experimental.
Aunque la relación entre los antineutrones y los viajes en el tiempo es principalmente una exploración teórica dentro de la física, abre discusiones fascinantes sobre la naturaleza fundamental de las partículas, antipartículas y la estructura del espacio-tiempo.

## Véase también

Partículas: izquierda, de arriba abajo: electrón, protón, neutrón.
Antipartículas: derecha, de arriba abajo: positrón, antiprotón, antineutrón.